# Collège des Jésuites (Tournai)
Ne doit pas être confondu avec Collège de Tournai.
Pour les articles homonymes, voir Collège Notre-Dame.

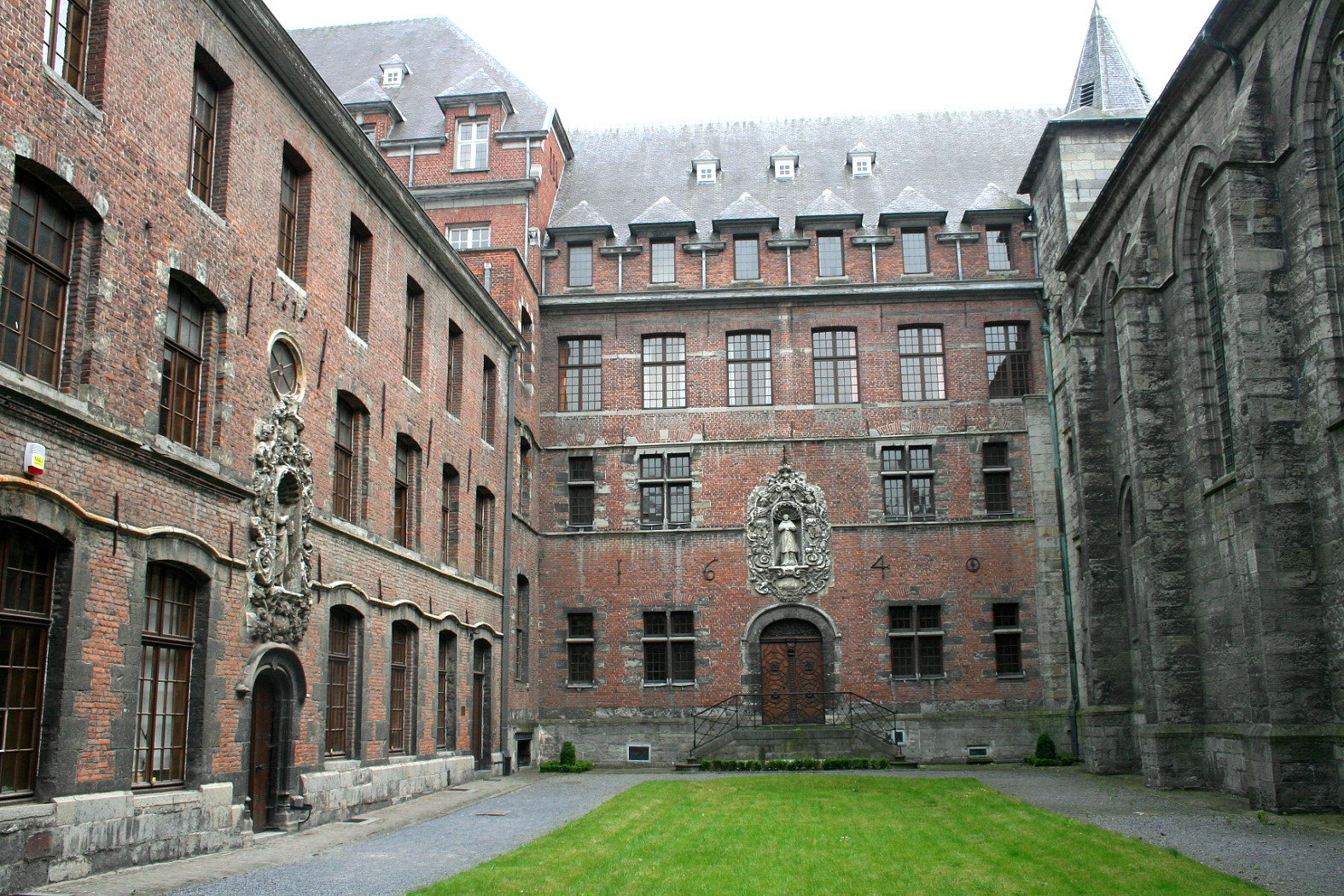
Cour d'honneur de l'ancien collège jésuite à Tournai.

Le premier collège des jésuites de Tournai est fondé en 1562. Les jésuites le quittent en 1773 lorsque la Compagnie de Jésus est supprimée. En 1839, un nouveau collège est ouvert, appelé Collège Notre-Dame. Ce dernier est confié par les Jésuites au clergé diocésain en 1957.

## Le premier collège
Deux premiers jésuites, Quentin Charlat et Bernard Olivier, ouvrent une résidence à Tournai en 1554, du vivant même de saint Ignace de Loyola. Après Louvain c’est la seconde maison jésuite dans les Pays-Bas méridionaux. En 1562, des cours sont donnés au Collège des Bons-Enfants.  Mais les débuts sont difficiles : la maison est saccagée par les hérétiques en 1566. Les pères quittent la ville. Ils y reviennent... Deux fois, en 1576 et 1578, de semblables événements les forcent évacuer les lieux.
En 1581 leur retour à Tournai est définitif. Un noviciat est immédiatement ouvert. Quant au collège il ouvre ses portes le 9 octobre 1595 à la ‘rue des Allemans’ (aujourd’hui appelée ‘rue des Jésuites’). Une église est construite de 1601 à 1604, dont l’architecte est le frère jésuite Henri Hoeimaker (1560-1626). En 1607 le noviciat quitte la rue des Allemans permettant au collège de se développer davantage.

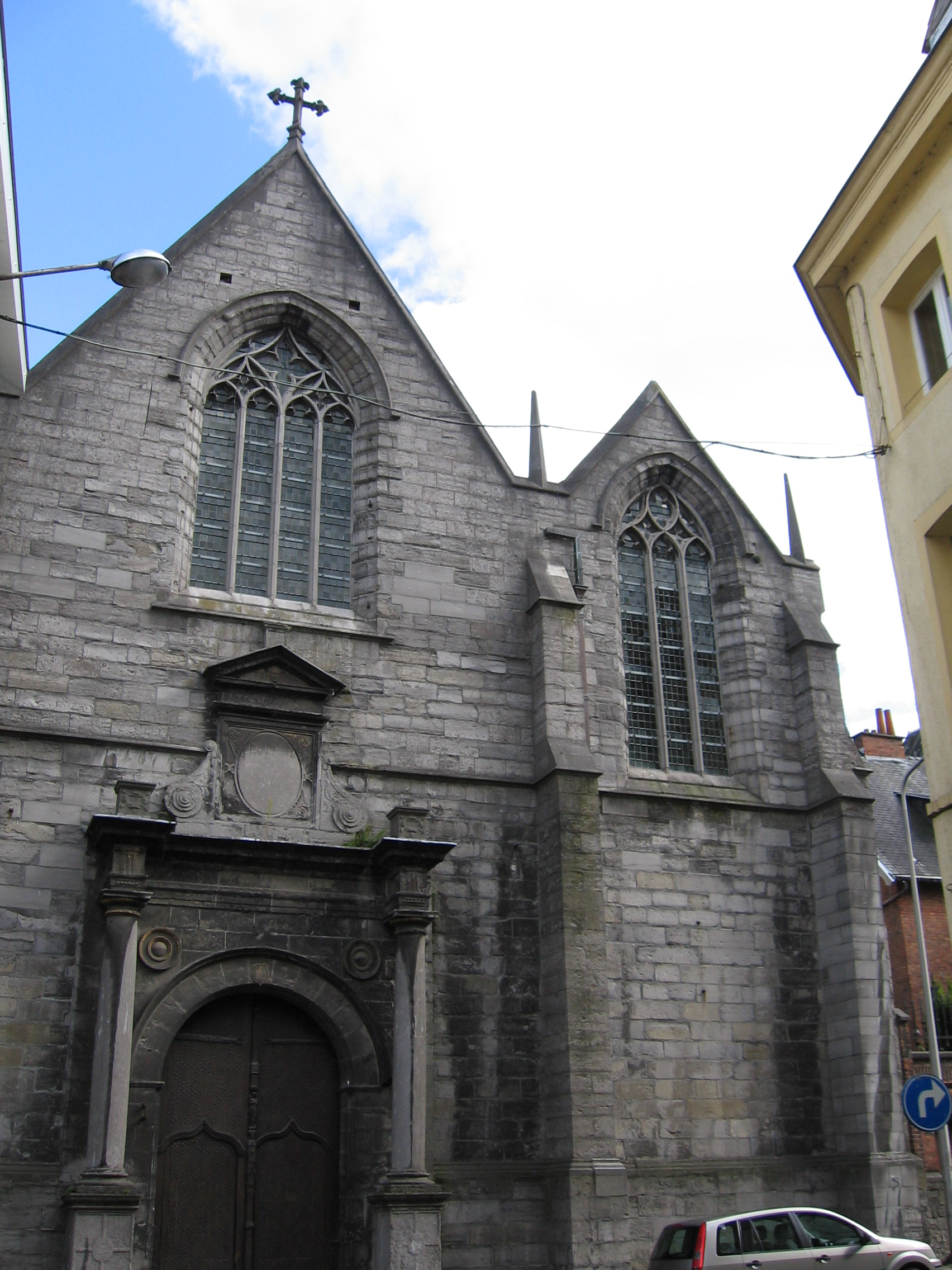
Ancienne église des jésuites

À plusieurs reprises, durant le XVIIe siècle des travaux de construction, nécessités par l’augmentation constante du nombre d’élèves, élargiront et embelliront l’ensemble architectural qui dans l'ensemble est encore tel aujourd’hui qu’il était à la fin de XVIIe siècle.  
À partir de 1706 les jésuites sont également responsables du séminaire diocésain ouvert par Mgr Gilbert de Choiseul en 1689. 
En 1773 la Compagnie de Jésus est supprimée. Les jésuites doivent quitter leur collège. Les biens sont dispersés et bâtiments et église sont vendus aux religieux de Saint-Médard qui, vingt ans plus tard sont à leur tour expulsés par le pouvoir révolutionnaire français (1797).  Les bâtiments deviennent alors le siège de la sous-préfecture du département de Jemappes (1800). 
La signature du concordat en 1802 apporte une certaine pacification religieuse. Ce qui permet à l’évêque concordataire de Tournai Mgr François-Joseph Hirn de récupérer l’ancien collège et d’y installer son séminaire. Depuis 1808, et encore aujourd'hui, le séminaire du diocèse de Tournai occupe les bâtiments et l’église du premier collège des Jésuites.

## Le second collège: Collège Notre-Dame
À la demande de l’évêque, Mgr Gaspard-Joseph Labis, Jean-Philippe Roothaan, supérieur général des Jésuites accepte de fonder un nouveau collège dans la ville de Tournai. L’évêque offre aux pères l’ancien couvent des religieuses carmélites, à la rue des Augustins. Le 15 octobre 1839, le nouveau collège, placé sous la protection de Notre-Dame, ouvre ses portes à 116 élèves, repartis en quatre classes.
Les bâtiments du couvent sont délabrés cependant, et il faut bientôt reconstruire. Les travaux commencent en 1844.  La première pierre de l’église - de style néo-byzantin - est posée le 3 octobre 1849, par le père Roothaan lui-même, alors de passage en Belgique. En 1853 les nouveaux bâtiments sont terminés, et l’église est consacrée par l’évêque de Tournai, le même Mgr Labis.
En 1873 une aile supplémentaire est construite pour accueillir les cours professionnels. En 1887 l’église est agrandie, la voûte de la nef centrale est surélevée et une travée est ajoutée à la longueur de l’édifice. Le chœur est également reconstruit et agrandi. 

## Personnalité
- Antoine Civoré (1608-1668), écrivain spirituel, a résidé au collège de Tournai de 1641 à 1648;
- Océane Inthisack (2000-), écrivaine jeunesse;
- Maurice Houtart (1866-1939), ministre des Colonies, des Finances et ministre d'État.
- Alfred Ronse (1835-1914), homme politique belge, échevin de Bruges.